# Masarykovy sady (Jaroměř)
Masarykovy sady je označení pro městský park v Jaroměři v okrese Náchod. Park se nachází na pravém břehu Labe v lokalitě Na Ostrově, a proto je také nazýván jako městský park Na Ostrově. Park byl založen v roce 1886 při dostavbě sousední Masarykovy školy (v té době chlapecké školy). Park je součástí městské památkové zóny města Jaroměř.

## Stavby a prvky
- pomník Tomáše Garrigua Masaryka

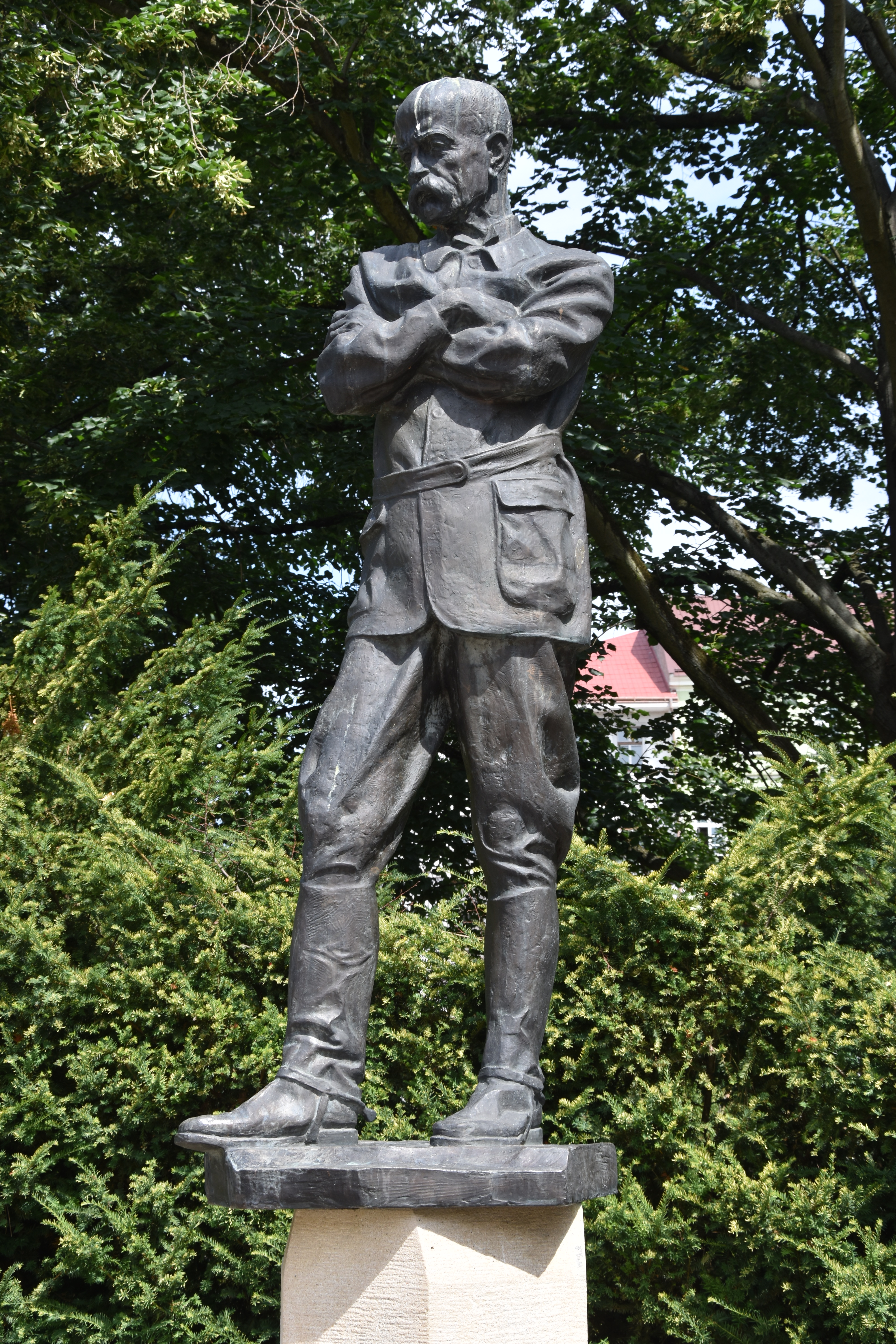
Pomník T. G. Masaryka

- pamětní deska připomínající původní Masarykův pomník
- socha Pastýře od místního sochaře Václava Antonína Wagnera (1897–1944), od 28. února 1964 kulturní památka
- altánek
- busta Josefa Šímy
- budova školy
- vila Jana Náhlovského – budova knihovny (někdejší Okresní a městská knihovna a čítárna), od 1994 kulturní památka[3]
- pomník obětem 2. světové války Rudoarmějec (při ulici Albieriho), od Ladislava Zemánka (1981)[4][5]

## Historie

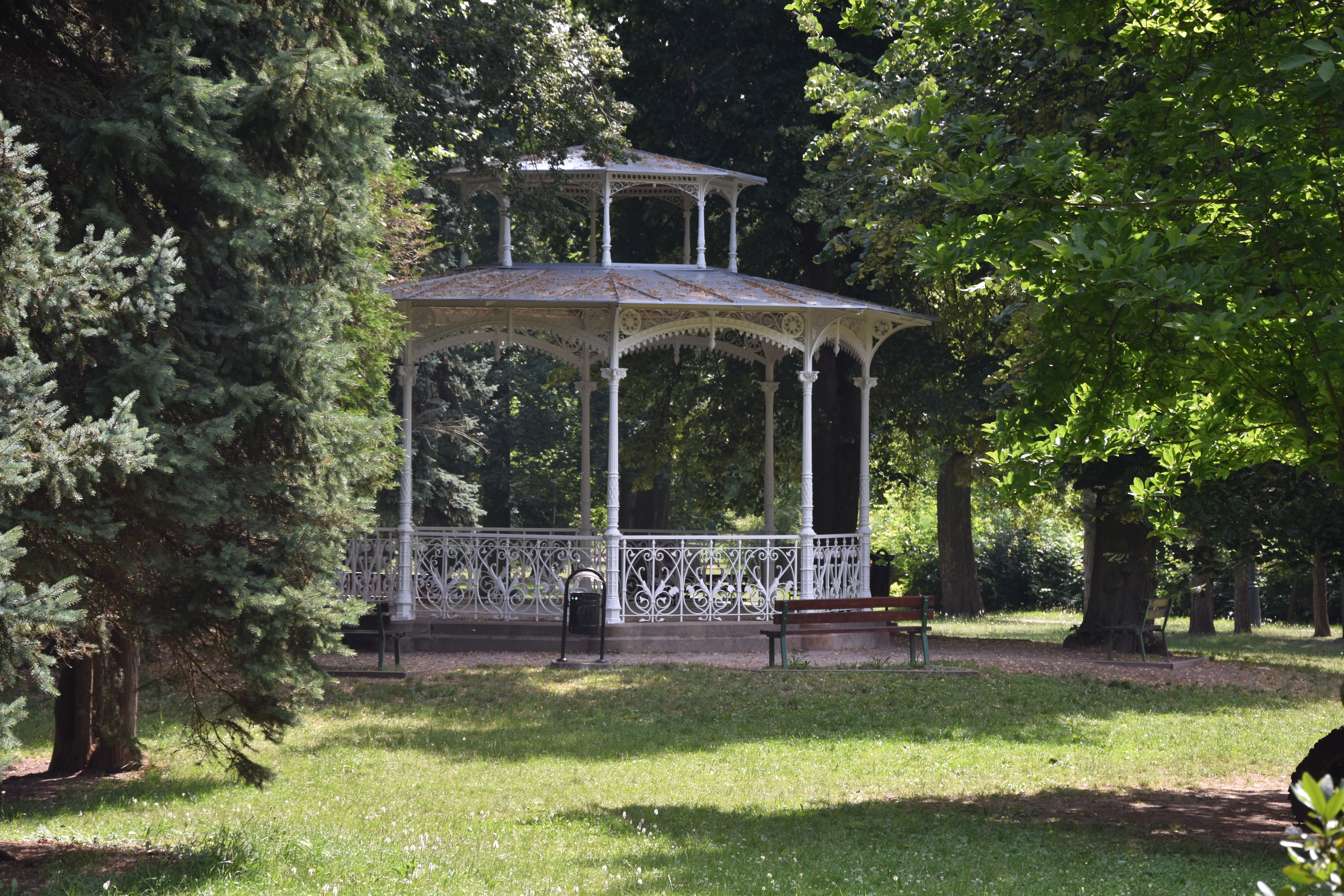
Altán v Masarykových sadech

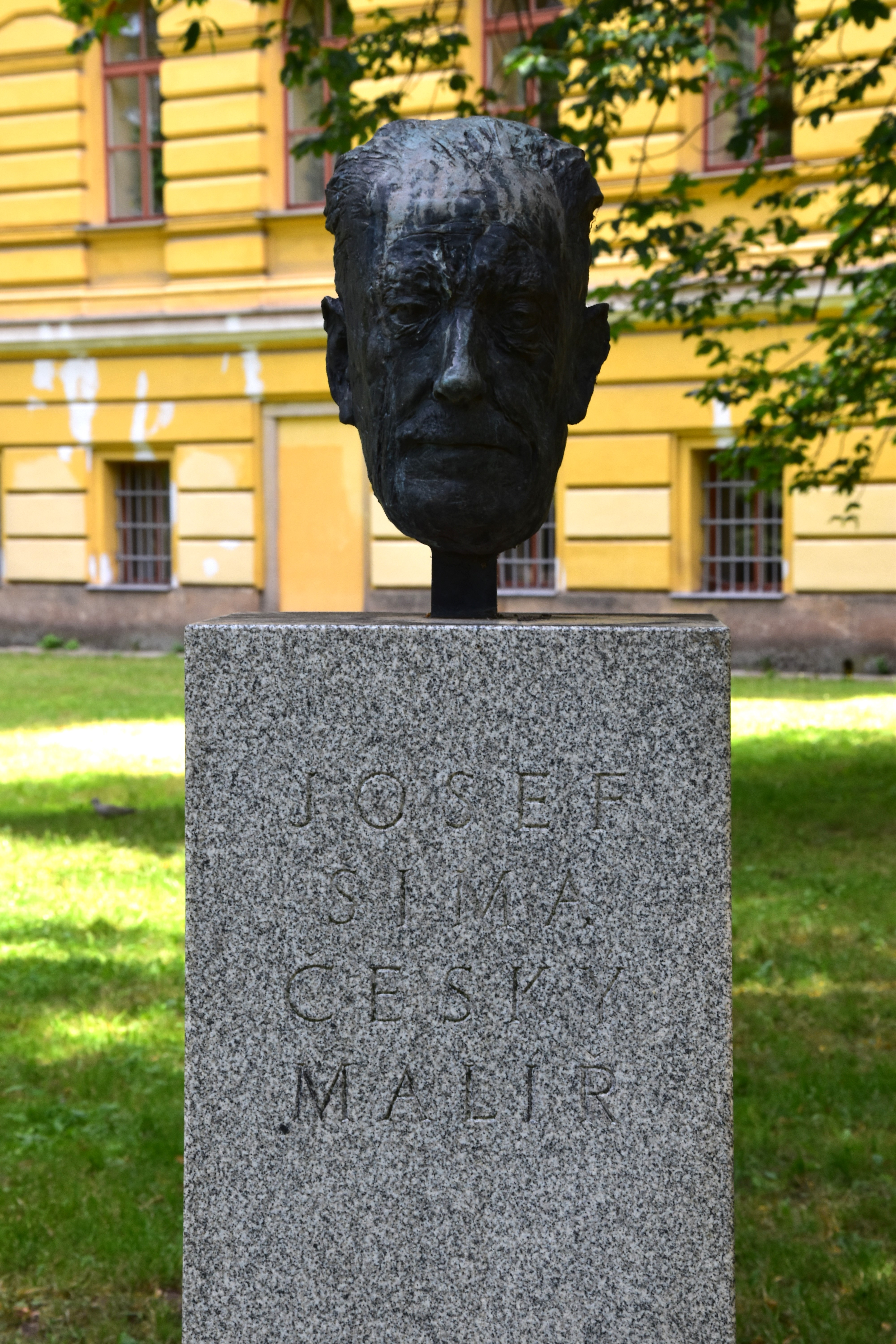
Busta Josefa Šímy

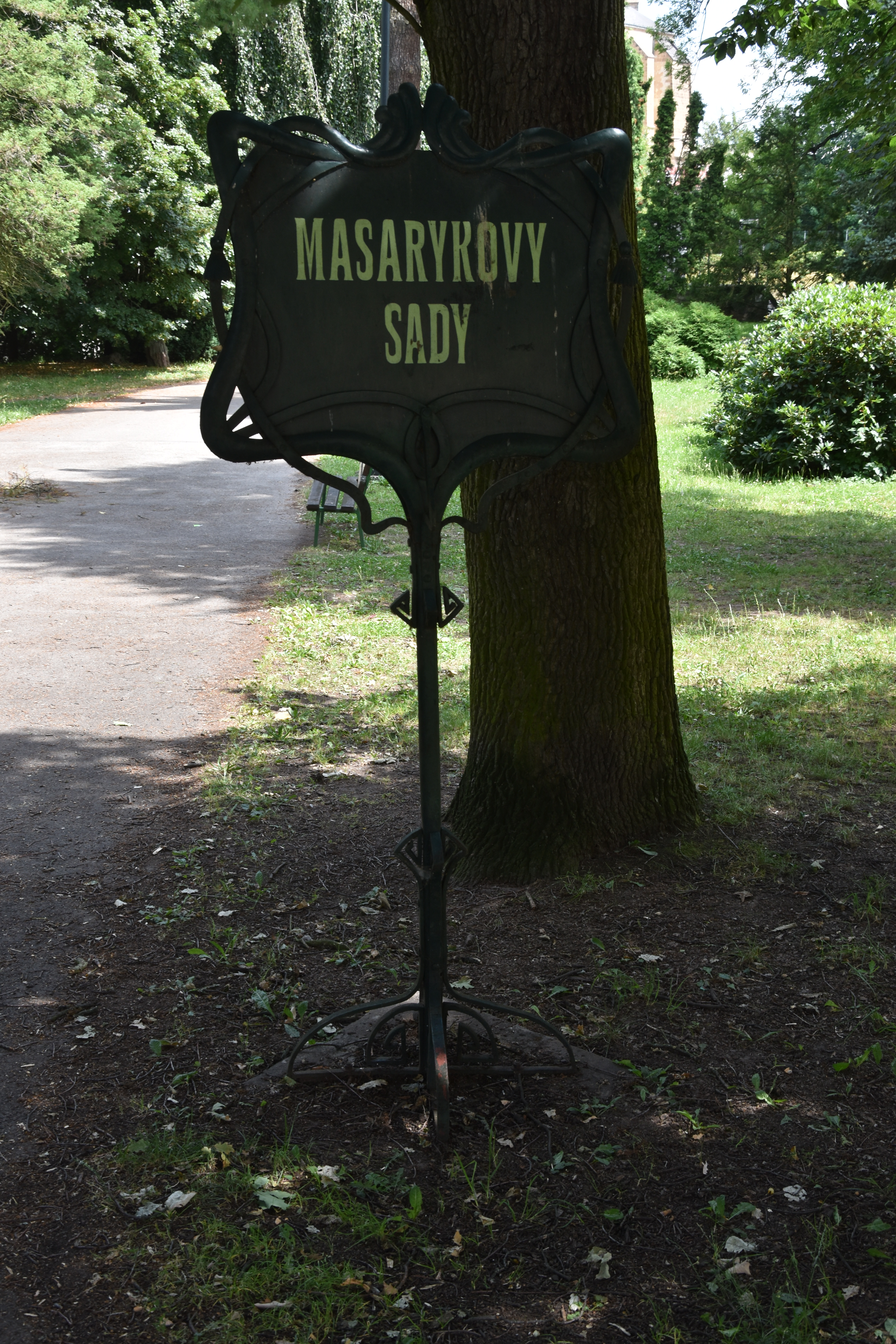
Tabule označující název parku

Městský park v Jaroměři byl vybudován v lokalitě Na ostrově, jejíž podobu zásadně ovlivnila výstavba budovy chlapecké školy.
V letech 1882 a 1883 plánovala Jaroměř stavbu nové chlapecké školy, jelikož stará škola u kostela již nestačila pro stále rostoucí počet žáků. Mělo se zároveň jednat o obecní dům, ve němž měla být také umístěna zasedací síň obecního zastupitelstva. Budova měla stát ve středu města, a proto pro ni bylo vyhlédnuto místo „Na ostrově“. Tato lokalita tehdy byla loukou a ovocnými zahradami.
Následně byla zbořena trojice vykoupených domů na náměstí, došlo k úpravě ulice a zřízení železného mostu propojujícího ostrov a centrum města. Jelikož býval ostrov zaplavován, došlo po jeho vykoupení k jeho zvýšení o více než jeden metr. Úpravu ulice a stavbu mostních pilířů provedl stavitel Ing. J. Řezníček. Plány a rozpočet na novou budovu školy (Obecního domu) dodal stavební rada Arnošt Jenšovský z Prahy. Vlastní stavbu provedli nymburští stavitelé Čermák a Brückner.
Budova Obecního domu byla stejně jako most dokončena v roce 1884 a od počátku sloužila nejen školním účelům, ale čtyři velké místnosti s přilehlou chodbou v suterénu sloužily místnímu muzeu.
V letech 1885–1886 byl kolem školy na celém „Ostrově“ (ohraničeném řekou a náhonem) zřízen podle návrhu vrchního dvorního zahradníka opočenského knížete Hanse Liehma městský park, který byl nazván „Městské sady“ (s tímto označením se lze setkat i na mapě města v roce 1911).
Park získal krajinářsky pojatou kompozici, kterou ovšem doplňovala pravidelně řešená část před západním průčelím budovy školy, a to včetně bazénu s vodotryskem a stříhanými buxusovými stěnami. V krajinářských partiích byl postaven domek ve švýcarském stylu (z něhož se však dochovaly pouze základy tvořící terasu), hudební pavilon a o něco později i voliéra.
V roce 1890 se podařilo park po vykoupení dvou zahrad výrazně rozšířit o východní část s hřištěm za někdejší dřevěnou lávkou přes náhon.
V roce 1894 byla vybudována železná lávka z Jakubského Předměstí, jejíž pilíře postavil stavitel Sehnoutka a konstrukci dodali bratři Prášilové. Cesta vedla pouze do parku. V letech 1904–1905 byla prodloužena „Vodním družstvem Úpa“ až „Na ptáka“. Zároveň byly po pravém břehu Labe zřízeny ochranné protipovodňové hráze, aby se neopakovala situace z roku 1897, kdy byl městský park velkou povodní téměř úplně zničen.
V roce 1916 docházelo k přejmenovávání řady míst v českých městech. Dne 26. února 1916 tak byl změněn i název jaroměřského městského parku na „Sady arcivévody Karla Františka Josefa“. Za první republiky byl park opět přejmenován, tentokrát na „Masarykovy sady“. Tento krok souvisel s tím, že byl v parku budován pomník T. G. Masaryka od prof. Otakara Španiela. Základní kámen byl poklepán roku 1923, ke vztyčení došlo až v roce 1928.
V roce 1926 byly Masarykovy sady součástí výstavního areálu Hospodářsko-průmyslové výstavy severovýchodních Čech. Budova školy přitom sloužila jako pavilon A s expozicemi školství, osvěty a umění. Upomínkou na výstavu je socha Pastýře od místního sochaře Václava Antonína Wagnera, jež je od roku 1964 památkově chráněna.
V roce 1945 byl park rozšířený o někdejší Petrovu zahradu na Velké Obci. Volnou součástí tohoto areálu se tak stala vila dr. Jana Náhlovského č. p. 180 ve stylu italizující novorenesance (1888 dle projektu Františka Hellmana) situovaná v zahradě na západním okraji parku (ulice Vojtěcha Probošta), která začala od roku 1949 sloužit jako knihovna.
Významně se do historie města zapsala výstavba panelového sídliště. Právě kvůli této výstavbě byl zasypán jižní náhon a zbořen Ostrovský mlýn. A po dokončení sídliště byl park v letech 1971–1976 rekonstruován podle projektu V. Gabriela. Byly propojeny jednotlivé části veřejné zeleně, které dříve odděloval mlýnský náhon.